# Tardos Krenner Viktor
Tardos Krenner Viktor (Buda, 1866. augusztus 12. – Budapest, 1927. december 28.) magyar festőművész, író.

## Életpályája
Krenner József mineralógus és Machik Mária (1843-1895) festőnő fia. A legismertebb művei freskók, de táblaképeket is festett. Anyjától kezdett rajzot tanulni. Országos Mintarajziskola után Münchenbe ment tanulni Liezen-Mayer Sándorhoz. Hamar visszatért, és Székely Bertalan és Lotz Károly tanítványa lett, és mellettük dolgozott.1902-től Székely Bertalan segédje volt az alakrajz oktatásban a Képzőművészeti Főiskolán, majd ő vezeti 1921-ig. 1903-tól 1924-ig a Főiskola tanára volt. 1905-től a Magyar rajztanárok Egyesületének Értesítőjének a szerkesztője volt.

## Főbb festői művei
- Az egri székesegyház szentélyfestménye (1894);Tardos Krenner Ferenciek terei mennyezet freskója

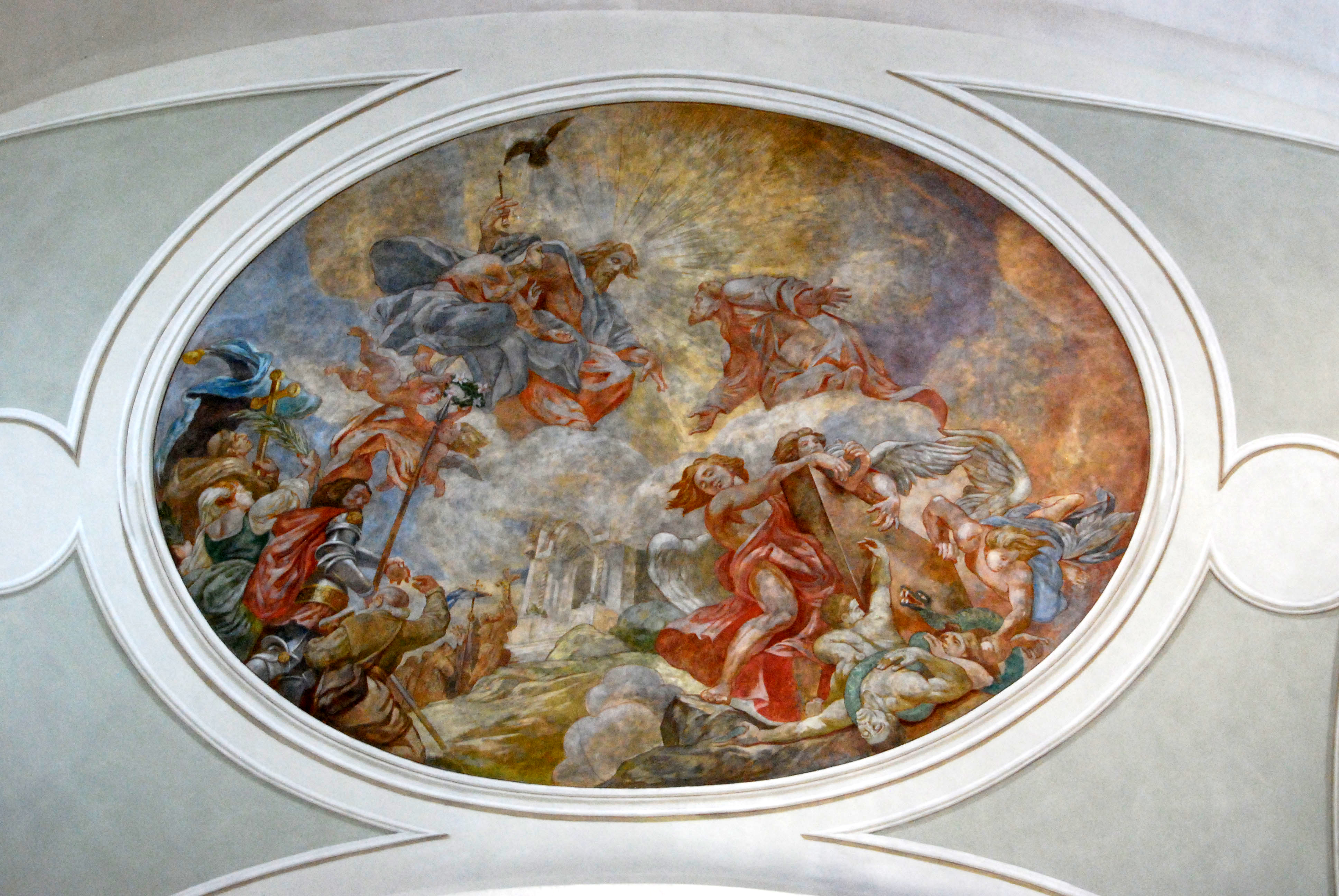
Tardos Krenner Ferenciek terei mennyezet freskója

- 1922–24 gyöngyösi templom mennyezetfestmény.
- 1925 Kiskundorozsmai plébánia templom.
- Vígszínház mennyezet: "víg múzsa hivogatja a nézőket".
- Prágai Új Színház mennyezetfestménye.
- Pannonhalmai Főapátság: a millenniumi emlékmű kupolája.
- Az Országház ebédlőjének mennyezetfestményei (Aratás, Bőség, Szüret).
- Ferenciek terei templom mennyezetfreskói.
- Kölber Dezsővel az Erzsébet-kilátó mozaikkép Erzsébet királynőről.
- Harmadik díjat kapott a szentpétervári cári emlékmű (II. Sándor cár) nemzetközi pályázaton. A tervek rajzait Tardos Krenner készítette, a szobortervet pedig Markup Béla.
- Andrássy Palota (ma konferenciaközpont), első emelet.

## Főbb irodalmi művei
- Spiritistische Selbstschau Böcklins (névtelenül, Bp., 1898)
- Nero anyja (tragédia, Bp., 1903); György barát (tragédia, Bp., 1907)